# Işın Demirkent
Işın Demirkent (née en 1938 à Izmir et morte le 3 février 2006 à Istanbul) est une professeure d'histoire turque. 

## Biographie
Elle est diplômée de la faculté des lettres de l'Université d'Istanbul, département d'Histoire. Elle est devenue assistante dans le même département. Elle a terminé son doctorat sur Histoire du comté croisé d'Urfa (1098-1118). Elle a reçu le titre de professeur agrégé et de professeur. En 1975-1976, à Francfort, elle a fait des recherches et a étudié pendant un an à l'Université Johann Wolfgang Goethe de Francfort-sur-le-Main. Elle a été membre principale de la Société historique turque de 1983 jusqu'à sa mort. 
Elle a travaillé comme chargée de cours à la faculté des lettres de l'Université d'Istanbul, au département d'Histoire, dans la subdivision Histoire médiévale.

## Travaux
- Histoire du comté d'Urfa Crusader (1098-1118), I, Société historique turque, Ankara 1990  (ISBN 975-16-0221-1).
- Histoire du comté d'Urfa Crusader (1118-1146), II, Société historique turque, Ankara 1994  (ISBN 975-16-0664-0).
- Sultan Kılıç Arslan, souverain seldjoukide de la Turquie  (ISBN 975-16-0820-1).
- Khronographia de Mihail Psellos  (ISBN 975-16-0485-0).
- Historia of Ioannis Kinnamos (1118-1176)  (ISBN 975-16-1382-5).
- Écrits historiques byzantins  (ISBN 975-304-314-7).
- Croisades  (ISBN 975-7632-54-6).
- Album d'Istanbul.